# Wil Robinson
Wilbert Robinson jr., detto Wil (Uniontown, 25 dicembre 1949), è un ex cestista statunitense, professionista nella ABA.

## Carriera
Venne selezionato dagli Houston Rockets al quarto giro del Draft NBA 1972 (54ª scelta assoluta).

## Palmarès
- NCAA AP All-America Third Team (1972)